# Pirovalerona
La pirovalerona (Centroton, 4-Metil-β-cetona-prolintà, Thymergix, O-2371) és un fàrmac psicoactiu estimulant amb efectes terapèutics en acció com inhibidor de recaptació de norepinefrina i dopamina (NDRI) que fa servir per al tractament clínic de fatiga crònica o letargia i com un anorèctic o supressor de la gana amb l'objectiu de la pèrdua de pes.
Va ser desenvolupada a la fi de la dècada de 1960 i des de llavors s'ha utilitzat a França i diversos altres països del continent europeu. Tot i que la pirovalerona encara es prescriu de tant en tant, es fa servir amb poca freqüència degut als problemes amb abusos i dependència. La pirovalerona és una substància controlada de Règim V als Estats Units d'Amèrica (EUA), i és l'únic estimulant en aquesta categoria. A Gran Bretanya, es troba en la categoria de Classe C i a Austràlia és una substància de Règim 4. Està estretament relacionada a nivell estructural amb una sèrie d'altres estimulants: per exemple, MDPV i prolintà (Promotil, Katovit).
Els efectes secundaris de la pirovalerona inclouen l'anorèxia o pèrdua de gana, ansietat, son fragmentada o insomni i tremolor, sacsejades o tremolors musculars. L'abstinència després d'un abús del fàrmac sovint resulta en depressió. L'R-enantiòmer de la pirovalerona no té activitat.